# Enantiornithes
Enantiornithes (enantiornity, enancjornity, przeciwptaki) – wymarła grupa mezozoicznych ptaków należących do kladu Ornithothoraces.
Pierwszymi znanymi przedstawicielami grupy były późnokredowe gatunki: mongolski Gobipteryx minuta i meksykański Alexornis antecedens, opisane w latach 70. XX wieku. Pierwotnie oba gatunki były uznawane za przedstawicieli Neornithes: Gobipteryx został zaliczony przez Andrzeja Elżanowskiego (1974) do ptaków paleognatycznych, zaś Pierce Brodkorb (1976) uznał Alexornis za możliwego przodka kraskowych i dzięciołowych.
Grupę Enantiornithes wyróżnił w 1981 roku paleontolog Cyril Walker jako podgromadę, do której zaliczył skamieniałości ptaków odkrytych w osadach górnokredowej (mastrycht) formacji Lecho w Argentynie, w tym nazwany przez siebie nowy gatunek Enantiornis leali. W ocenie Walkera różnice w budowie szkieletu wykluczały zaliczenie ptaków z formacji Lecho do którejkolwiek z trzech pozostałych wyróżnianych przez autora podgromad ptaków (Archaeornithes – do której zaliczał Archaeopteryx, Odontornithes – do której zaliczał grupy Ichthyornithiformes i Hesperornithiformes – oraz Neornithes) i uzasadniały wyróżnienie dla nich odrębnej podgromady. Larry Martin (1983) zaliczył do Enantiornithes rodzaje Gobipteryx i Alexornis, a późniejsi autorzy opisali szereg nowych gatunków, jak również przenieśli do Enantiornithes niektóre gatunki pierwotnie niezaliczane do tej grupy (Avisaurus archibaldi). Obecnie do Enantiornithes zaliczanych jest kilkadziesiąt gatunków ptaków żyjących we wczesnej i późnej kredzie (aż do wymierania kredowego), których skamieniałości odkryto na wszystkich kontynentach poza Antarktydą (przedstawiciele grupy nie są też znani z kontynentalnej Afryki, kości prawdopodobnych przedstawicieli grupy odkryto natomiast na Madagaskarze).
W ocenie Zygmunta Bocheńskiego (1999) do wyodrębnienia Enantiornithes musiało dojść najpóźniej w środkowej jurze, co oznaczałoby, że grupa ta jest starsza nawet od Archaeopteryx. Autor uzasadniał swój wniosek faktem występowania przedstawicieli grupy we wczesnej kredzie na obszarze zarówno dzisiejszej Europy, jak i Azji. W tym okresie oba kontynenty rozdzielało epikontynentalne Morze Turgajskie, które osiągało kilkaset kilometrów szerokości i którego w ocenie autora przedstawiciele Enantiornithes nie byliby w stanie pokonać lotem; konkluzja Bocheńskiego (1999) jest taka, że grupa musiała się wyodrębnić, gdy jeszcze istniało połączenie lądowe między obydwoma kontynentami, tj. najpóźniej w środkowej jurze. Do tej pory nie odkryto jednak żadnych starszych niż kredowe skamieniałości przedstawicieli grupy.

## Znaczenie nazwy

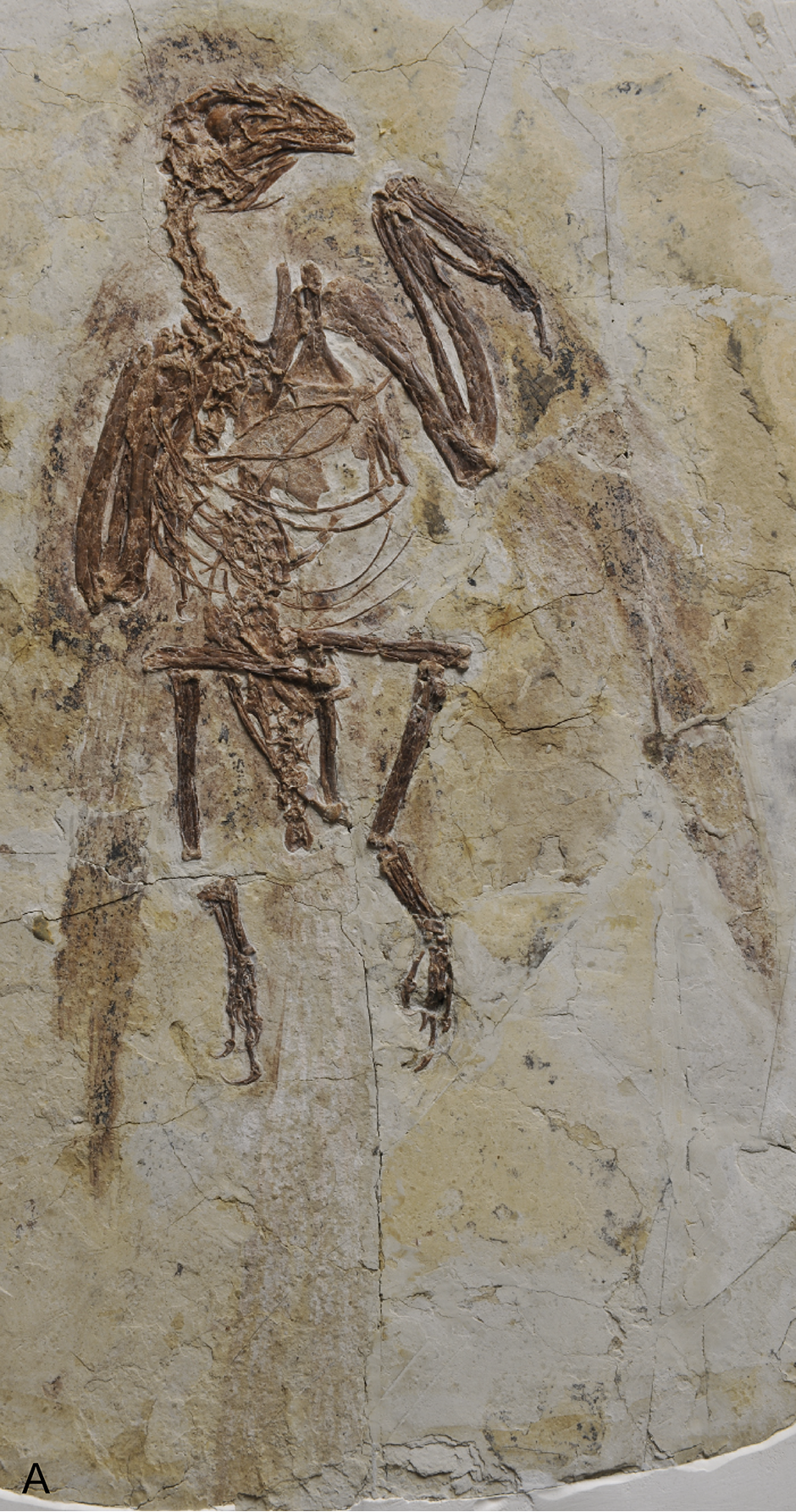
Holotyp Parapengornis eurycaudatus

Według Walkera (1981) najbardziej charakterystyczną cechą budowy szkieletu przedstawicieli Enantiornithes jest sposób połączenia łopatki i kości kruczej – wgłębieniu na powierzchni łopatki odpowiadała wypukłość na powierzchni kości kruczej. Jest to odwrotność sposobu połączenia tych kości u przedstawicieli grup Ichthyornithiformes, Hesperornithiformes i Neornithes, u których to na powierzchni łopatki występuje wypukłość, a na powierzchni kości kruczej – wgłębienie. Do tej cechy budowy szkieletu nawiązuje nazwa grupy, której znaczenie Walker wyjaśnił jako opposite birds („odwrotne/odmienne ptaki”). Interpretacja tej cechy budowy szkieletów Enantiornithes jest sporna. Martin (1995) uznawał, że wypukłość na kości kruczej stykała się z powierzchnią widełek; Chiappe i Walker (2002) uznali to jednak za mało prawdopodobne z uwagi na wzajemne położenie kości kruczej i widełek. Chiappe (1996) oraz Chiappe i Walker (2002) uznali również za mało prawdopodobne, że wypukłość na kości kruczej stykała się bezpośrednio z wgłębieniem na łopatce, choć uznali jednocześnie za możliwe, że były one połączone więzadłem. Omawiana cecha budowy szkieletu nie występowała u Gobipteryx i Halimornis.

## Pozycja filogenetyczna
Joel Cracraft (1986) uznał Enantiornithes za przedstawicieli grupy Ornithurae (ptasioogonowych), w obrębie której mogły one być przedstawicielami Carinatae (do której Cracraft zaliczał także grupy Ichthyornithiformes i Neornithes, ale nie Hesperornithiformes) lub przynajmniej taksonem siostrzanym do Carinatae. Hou i współpracownicy (1996) uznali natomiast Enantiornithes za przedstawicieli grupy Sauriurae (gadzioogonowych), do której zaliczyli także Archaeopteryx i Confuciusornis. Obecnie większość autorów nie wyróżnia grupy Sauriurae, uznając, że zaliczane do niej ptaki tworzą grad ewolucyjny obejmujący przodków Ichthyornithiformes, Hesperornithiformes i Neornithes; Enantiornithes prawdopodobnie są bliżej spokrewnione z Neornithes niż Archaeopteryx, ale zarazem dalej niż przedstawiciele Ichthyornithiformes i Hesperornithiformes.
Paul Sereno (1998) przedstawił pierwszą definicję filogenetyczną Enantiornithes, definiując je jako klad obejmujący wszystkich przedstawicieli Ornithothoraces bliżej spokrewnionych z rodzajem Sinornis niż z grupą Neornithes. Tak definiowane Enantiornithes obejmują rodzaje Iberomesornis i Noguerornis, których przynależność do grupy była we wcześniejszych publikacjach przedmiotem sporów; u tych taksonów nie występuje część cech budowy szkieletu uznawanych przez autorów publikujących przed 1998 rokiem za wyróżniające Enantiornithes. Z analizy Chiappego (2002) wynika, że Iberomesornis i Noguerornis tworzyły klad siostrzany do kladu obejmującego pozostałych przedstawicieli Enantiornithes. Na tej podstawie Chiappe (2002) wyróżnił i nazwał nowy klad Euenantiornithes, definiowany jako obejmujący wszystkie taksony bliżej spokrewnione z Sinornis niż z Iberomesornis; według Chiappego i Walkera (2002) oraz Chiappego (2002) jest to ta sama grupa, dla której autorzy publikujący przed 1998 rokiem używali nazwy Enantiornithes, a przynajmniej część cech wymienianych przed 1998 rokiem jako wyróżniające Enantiornithes może być w istocie cechami wyróżniającymi Euenantiornithes.
Wskazanie cech wyróżniających Enantiornithes spośród innych ptaków utrudniło odkrycie mezozoicznych ptaków z siostrzanej do Enantiornithes grupy nazywanej przez różnych autorów Euornithes lub Ornithuromorpha (obejmującej Neornithes i wymarłe ptaki bliżej niż Enantiornithes spokrewnione z Neornithes, w tym grupy Ichthyornithiformes i Hesperornithiformes), takich jak Apsaravis ukhaana, Archaeorhynchus spathula czy Schizooura lii, u których występują niektóre cechy budowy szkieletu dawniej uznawane za charakterystyczne dla Enantiornithes; w wypadku niektórych przedstawicieli Ornithothoraces współwystępowanie w szkielecie cech budowy dawniej uważanych za wyróżniające Enantiornithes i Euornithes/Ornithuromorpha utrudnia wręcz zaliczenie ich do którejś z tych dwóch grup (dotyczy to np. Xinghaiornis linii, możliwego przedstawiciela Euornithes/Ornithuromorpha). Julia Clarke i Mark Norell (2002) zauważyli, że autorzy publikujący przed opisaniem Apsaravis ukhaana wymieniali ponad 20 cech budowy szkieletu jako charakterystyczne dla Enantiornithes; z przeprowadzonej przez autorów analizy filogenetycznej (uwzględniającej Apsaravis, a z Enantiornithes uwzględniającej tylko przedstawicieli Euenantiornithes) wynikło jednak, że możliwe jest wskazanie tylko czterech cech wspierających monofiletyczny charakter Enantiornithes. Co więcej, wystarczyło wydłużenie drzewa filogenetycznego o jeden stopień w stosunku do najbardziej parsymonicznego, aby uzyskać drzewo, według którego Enantiornithes nie są monofiletyczne. Późniejsze analizy filogenetyczne potwierdzają monofiletyzm Enantiornithes; Jingmai O’Connor i Zhonghe Zhou (2013) wyróżnili 11 synapomorfii Enantiornithes, zaś Min Wang, Zhonghe Zhou i Guanghui Xu (2014) – 12. O’Connor i Zhou (2013) stwierdzili jednak, że wydłużenie uzyskanego przez nich drzewa filogenetycznego o dwa stopnie w stosunku do najbardziej parsymonicznego prowadzi do rozpadu monofiletycznych Enantiornithes i Euornithes/Ornithuromorpha. Dodatkowo w ocenie autorów wszystkie wskazane przez nich synapomorfie wspierające monofiletyzm Enantiornithes (a także Ornithothoraces oraz Euornithes/Ornithuromorpha) są niepewne, a to ze względu na dużą liczbę znanych mezozoicznych ptaków oraz trudności w potwierdzeniu występowania potencjalnych synapomorfii u wszystkich możliwych przedstawicieli grupy z uwagi na różnice w tym, jak dobrze zachowały się skamieniałości przedstawicieli różnych gatunków. Niepewne jest też, czy niektóre różnice między szkieletami przedstawicieli Enantiornithes a współczesnych ptaków, zwłaszcza różnice związane z niewystępowaniem u Enantiornithes zrośnięcia niektórych kości szkieletu, odzwierciedlają rzeczywiste różnice w budowie szkieletów, czy wynikają z tego, że znalezione szkielety przedstawicieli Enantiornithes mogą należeć do osobników, które padły przed osiągnięciem dojrzałości. W ocenie Zelenkowa (2017) niektóre ptaki tradycyjnie zaliczane do Enantiornithes, w tym w szczególności przedstawiciele rodziny Pengornithidae, mogły w rzeczywistości należeć do Euornithes/Ornithuromorpha. Przedmiotem sporów są również wzajemne pokrewieństwa ptaków zaliczanych do Enantiornithes.

## Budowa szkieletu

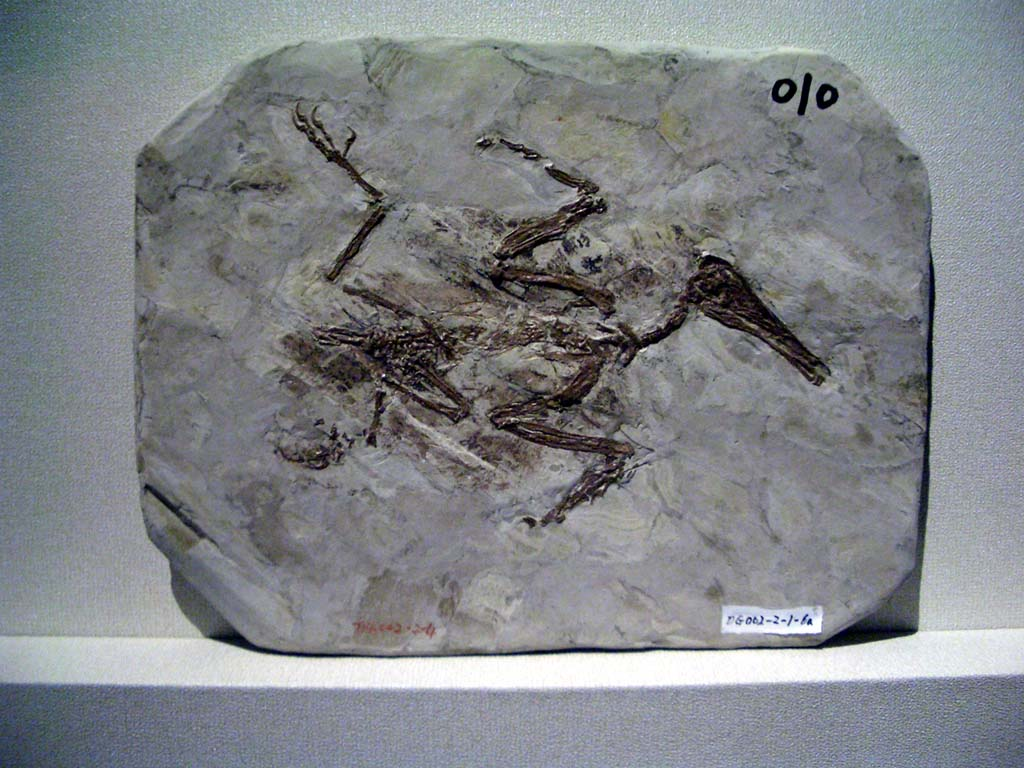
Longipteryx chaoyangensis

Większość przedstawicieli Enantiornithes była niewielkimi ptakami, porównywalnymi rozmiarami z wróblem, i tym samym cechowała się mniejszymi rozmiarami niż bazalne ptaki takie jak Archaeopteryx czy Confuciusornis. Nieliczni wczesnokredowi przedstawiciele grupy, jak Pengornis houi, osiągali rozmiary porównywalne z Confuciusornis. Najwięksi znani przedstawiciele grupy żyli jednak w późnej kredzie; rozpiętość skrzydeł Enantiornis leali szacowana jest na ok. 1,2 metra. Szkielety przedstawicieli Enantiornithes wykazują mozaikę cech budowy spotykanych u najbardziej bazalnych ptaków i u przedstawicieli Euornithes/Ornithuromorpha, a także znaczące różnice pomiędzy różnymi przedstawicielami grupy. Znane czaszki przedstawicieli Enantiornithes, zwłaszcza żyjących we wczesnej kredzie, wykazują szereg podobieństw do czaszki Archaeopteryx, takich jak np. niepozrastane kości czaszki, występowanie kości zaoczodołowych czy obecność kostnej przegrody oddzielającej oczodół od okna przedoczodołowego. Przedstawiciele grupy różnili się między sobą kształtem pyska; taksony takie jak Eoenantiornis czy przedstawiciele rodziny Bohaiornithidae cechowały się krótkim pyskiem, natomiast u przedstawicieli rodziny Longipterygidae pysk był wydłużony (przypadało nań ponad 60% całkowitej długości czaszki). Większość przedstawicieli grupy, których czaszki są znane, miała jeszcze zęby, choć przedstawiciele grupy różnili się między sobą liczbą i rozmieszczeniem uzębienia; u niektórych taksonów (Sinornis, Iberomesornis) zęby wyrastały z kości przedszczękowych, szczękowych i zębowych, zaś u innych (przedstawiciele rodziny Longipterygidae) występowały tylko w przedniej części szczęki i żuchwy. Zęby u Enantiornithes zazwyczaj były zbliżone kształtem do stożka, lekko zakrzywione ku tyłowi i nie miały piłkowanych krawędzi; niektórzy przedstawiciele grupy różnili się jednak między pod względem rozmiarów zębów (duże u Longipteryx i Shenqiornis, małe u Pengornis), stosunkiem wielkości zębów do rozmiarów całego ciała (Pengornis był znacznie większy od Longirostravis, lecz oba taksony miały zęby porównywalnych rozmiarów) oraz kształtem zębów (występowanie pionowych rowków na powierzchni zębów u Sulcavis geeorum; kształt zębów u Shenqiornis mengi zbliżony do bulwy). Czaszki późnokredowych przedstawicieli Enantiornithes wykazują więcej podobieństw do czaszek współczesnych ptaków (zrośnięcie kości mózgoczaszki u Neuquenornis, bezzębny dziób u Gobipteryx).
Kości krucze przedstawicieli Enantiornithes nie były zrośnięte z łopatkami (inaczej niż u przedstawicieli rodziny Confuciusornithidae). W odróżnieniu od ptaków takich jak Confuciusornis czy Sapeornis, u których widełki były masywne i przypominały kształtem bumerang, u Enantiornithes widełki były cienkie jak u współczesnych ptaków; widełki u Enantiornithes przypominały kształtem literę V lub Y (podobnie jak u niektórych wczesnych przedstawicieli Euornithes/Ornithuromorpha, jak Schizooura lii). Przedstawiciele grupy różnią się budową mostka, który u różnych taksonów był szeroki (Concornis, Longipteryx, Sinornis), zbliżony kształtem do wachlarza (Eoenantiornis) lub wąski i przypominający kształtem włócznię (Eoalulavis). Zaliczane do grupy taksony różnią się także kształtem grzebienia mostka, który u różnych przedstawicieli grupy był duży (Neuquenornis), niski i ograniczony do dystalnej (tylnej) połowy mostka (Concornis, Longipteryx, Sinornis) lub nawet był tylko niewielką wypukłością (Eoalulavis). Rozwój embriologiczny mostka enantiornitów przebiegał inaczej niż u współczesnych ptaków, co sugeruje, że nie są to struktury homologiczne. Mostek, początkowo chrzęstny, rozpoczynał kostnienie w 4–6 centrach (u Neornithes od 2 do 7). Główna część mostka rozwijała się z centrów kostnienia położonych w płaszczyźnie bliższo-dalszej (proksymalno-dystalnej), a nie po bokach. Ponadto kostnienie następowało od tyłu ku przodowi – odwrotnie niż u współczesnych ptaków. U większości przedstawicieli Enantiornithes kość ramienna jest krótsza od kości łokciowej, ale dłuższa od dłoni (u Longipteryx kość ramienna dorównuje jednak długością kości łokciowej i jest nieco krótsza od dłoni). Inaczej niż u ptaków współczesnych, u Enantiornithes (poza Noguerornis i przedstawicielami rodziny Pengornithidae) środkowa część powierzchni stawowej główki na końcu bliższym kości ramiennej była wklęsła. U większości przedstawicieli grupy nie doszło jeszcze do całkowitego zrośnięcia kości nadgarstkowo-śródręcznej (carpometacarpus), bowiem o ile końce bliższe kości śródręcza są zwykle zrośnięte z kośćmi nadgarstka i ze sobą nawzajem, o tyle końce dalsze kości śródręcza nie są zrośnięte ze sobą nawzajem; znany jest jednak szkielet osobnika z gatunku Pterygornis dapingfangensis, u którego doszło do całkowitego zrośnięcia kości nadgarstkowo-śródręcznej. Na każdym ze skrzydeł występowały trzy palce, z czego na dwóch zwykle wyrastały pazury (u niektórych taksonów, np. Rapaxavis, doszło jednak do zaniku pazurów).
U bazalnego taksonu Iberomesornis romerali kości kończyn tylnych nie zrosły się jeszcze w kość goleniowo-nastopkową (tibiotarsus) i tarsometatarsus (Sanz i Bonaparte, 1992 oraz Sanz i współpracownicy, 2002; odmiennie jednak Sereno, 2000). U późniejszych przedstawicieli Enantiornithes, zwłaszcza u późnokredowych, doszło już do zrośnięcia kości kończyn tylnych. Generalnie u Enantiornithes kości śródstopia są zrośnięte końcami bliższymi, lecz nie końcami dalszymi; u późnokredowego Avisaurus gloriae stwierdzono jednak również zrośnięcie końców dalszych kości śródstopia. Część autorów jako cechę odróżniającą Enantiornithes od Euornithes/Ornithuromorpha wskazywała sposób, w jaki zrastały się kości śródstopia; u Enantiornithes zrost zaczyna się od końców bliższych kości śródstopia i postępuje ku końcom dalszym, u Euornithes/Ornithuromorpha kości śródstopia miały się zrastać w odwrotnym kierunku. Obecnie wiadomo, że przynajmniej u niektórych wczesnych przedstawicieli Euornithes/Ornithuromorpha (Archaeorhynchus spathula) kości śródstopia również były zrośnięte końcami bliższymi, lecz nie dalszymi. Przedstawiciele Enantiornithes, których stopy są znane, mieli trzy palce u stóp skierowane do przodu i jeden skierowany ku tyłowi.
Przynajmniej u niektórych przedstawicieli grupy (Eoenantiornis) występowały jeszcze gastralia (żebra brzuszne). Synsakrum u Enantiornithes powstawało ze zrośnięcia co najmniej siedmiu kręgów. Przednią część ogona tworzyły niezrośnięte kręgi ogonowe, natomiast tylne kręgi ogonowe (co najmniej osiem, u niektórych taksonów prawdopodobnie więcej) były zrośnięte w długi pygostyl; u przedstawicieli rodziny Pengornithidae oraz u Cruralispennia multidonta pygostyl był jednak krótki.

## Upierzenie

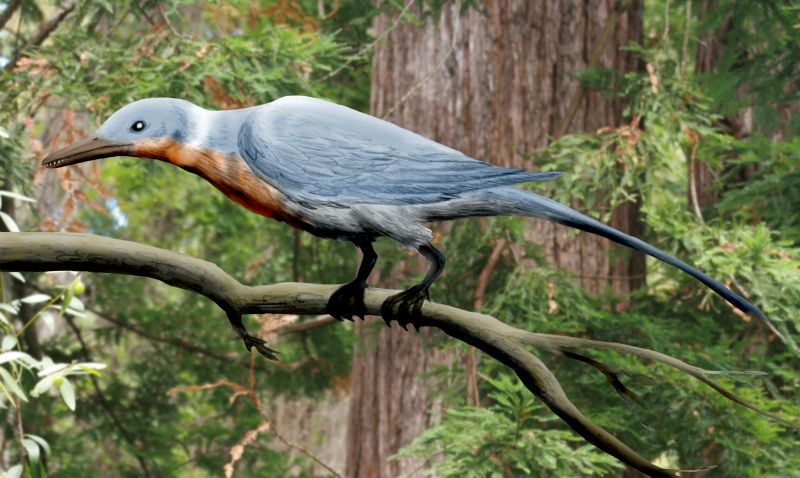
Rekonstrukcja Shanweiniao cooperorum

Na skrzydłach przedstawiciele Enantiornithes mieli lotki pierwszego i drugiego rzędu w liczbie i o rozmiarach porównywalnych z lotkami współczesnych ptaków; u przedstawicieli Enantiornithes (Protopteryx fengningensis, Eoalulavis hoyasi) występowało również skrzydełko. Odkryta w Hiszpanii część skrzydła ze skamieniałymi tkankami miękkimi dowodzi występowania na skrzydłach przynajmniej niektórych przedstawicieli grupy fałdów skórnych (patagiów), jak również systemu mięśni gładkich, więzadeł i ścięgien zbliżonych do występujących na skrzydłach współczesnych ptaków, u których służą do poruszania piórami. Niekompletne skrzydła ptaków żyjących około 100 milionów lat temu, zachowane w bursztynie z Mjanmy i prawdopodobnie należące do piskląt przedstawiciela lub przedstawicieli Enantiornithes, potwierdzają występowanie na skrzydłach Enantiornithes tych samych rodzajów piór co u współczesnych ptaków, o podobnym rozmieszczeniu, budowie i ubarwieniu. Budowa melanosomów zachowanych w piórach wczesnokredowego przedstawiciela rodziny Bohaiornithidae odkrytego w osadach formacji Jiufotang w Chinach sugeruje, że przynajmniej niektórzy przedstawiciele Enantiornithes mieli opalizujące pióra. U niektórych przedstawicieli grupy na kończynach tylnych (na tibiotarsus) występowały długie (przekraczające połowę długości tibiotarsus) pióra konturowe, będące być może pozostałością po skrzydłach na kończynach tylnych, które mogły występować u niektórych bazalnych ptaków i nieptasich teropodów.
Liczba i kształt piór ogonowych u przedstawicieli grupy była zróżnicowana. U Protopteryx fengningensis i Dapingfangornis sentisorhinus występowała para, a u Paraprotopteryx gracilis – dwie pary długich sterówek z szeroką stosiną, z chorągiewką jedynie na końcówce pióra. Parę długich sterówek z szeroką stosiną miały też Eopengornis martini i Parapengornis eurycaudatus, jednak u tych ptaków promienie tworzące chorągiewkę rosły na całej długości pióra. U wymienionych ptaków sterówki nie stykały się na całej długości i nie tworzyły jednolitej powierzchni. Zwartą powierzchnię tworzyły sterówki Chiappeavis magnapremaxillo; ptak ten miał około dziesięciu blisko położonych sterówek, których chorągiewki nachodziły na siebie nawzajem, nadając ogonowi kształt wachlarza. Co najmniej dwanaście sterówek występowało u Feitianius paradisi; u tego ptaka można wyróżnić co najmniej trzy rodzaje sterówek, różniących się kształtem i rozmiarami. Z uwagi na stan, w jakim zachowały się pióra okazu holotypowego Shanweiniao cooperorum niepewna jest interpretacja budowy piór ogonowych przedstawicieli tego gatunku. Zdaniem O'Connor i współpracowników (2009) S. cooperorum miał co najmniej cztery blisko położone i tworzące jednolitą powierzchnię sterówki; w późniejszej publikacji O'Connor i współpracownicy (2016) stwierdzili jednak występowanie wąskich odstępów między niektórymi z piór ogonowych. Przedstawiciele rodziny Longipterygidae, do której należał S. cooperorum, mieli też dłuższe i masywniejsze pygostyle niż ptaki, u których sterówki niewątpliwie tworzą jednolitą powierzchnię w kształcie wachlarza (Chiappeavis, przedstawiciele Euornithes/Ornithuromorpha). O'Connor i współpracownicy (2016) uznali za bardziej prawdopodobne, że pióra ogonowe Shanweiniao przypominały budową pióra ogonowe Paraprotopteryx. Inni przedstawiciele grupy w ogóle nie mieli sterówek, a na pygostylu rosły jedynie krótkie pokrywy.

## Tryb życia
Walker (1981), analizując budowę mostka i kości ramiennej badanych przez siebie okazów formacji Lecho doszedł do wniosku, że przedstawiciele Enantiornithes byli gorszymi lotnikami niż współczesne ptaki, a być może nawet byli niezdolni do lotu. Późniejsze odkrycia, dzięki którym uzyskano więcej informacji odnośnie do budowy szkieletu i upierzenia przedstawicieli Enantiornithes, doprowadziły do odrzucenia tego poglądu i przyjęcia, że większość przedstawicieli grupy była zdolna do czynnego lotu. Budowa skrzydeł Elsornis keni, u którego stosunek długości przedramienia do długości całego skrzydła jest zbliżony do występującego u nielotnych ptaków paleognatycznych, sugeruje jednak, że ten ptak rzeczywiście miał ograniczoną zdolność lotu lub wręcz był nielotem. Wczesnokredowy Junornis houi pod względem wydłużenia i obciążenia powierzchni skrzydeł przypominał współczesne wróblowe i inne niewielkie ptaki, które poruszają się lotem falistym, tj. na przemian przemieszczają się lotem czynnym i opadają nie poruszając skrzydłami; w ocenie Liu i współpracowników (2017) sugeruje to, że Junornis i być może inni podobni przedstawiciele Enantiornithes również mogli być zdolni do przemieszczania się lotem falistym. Badania Serrano i współpracowników (2018) nad skrzydłami Concornis lacustris i Eoalulavis hoyasi wskazują, że ptaki te były zdolne do poruszania się zarówno lotem czynnym, jak i lotem falistym; budowa ich skrzydeł wskazuje, że prawdopodobnie nie mogły one na przemian przemieszczać się lotem czynnym i szybować z rozpostartymi skrzydłami, ułatwiała natomiast naprzemienne poruszanie się lotem czynnym i opadanie ze skrzydłami przyciśniętymi do tułowia.
Badania osadów, w których znaleziono skamieniałości przedstawicieli grupy wskazują, że większość znanych przedstawicieli Enantiornithes żyła nad brzegami rzek i jezior; Gobipteryx minuta zasiedlał jednak suchsze, pustynne lub półpustynne środowisko, a Nanantius eos i Halimornis thompsoni żyły nad brzegami mórz. Budowa stóp u tych przedstawicieli grupy, których stopy są znane, w tym występowanie palca ustawionego przeciwstawnie do pozostałych, sugeruje że były to ptaki nadrzewne. Walker (1981) opisał tarsometatarsi późnokredowych przedstawicieli Enantiornithes z formacji Lecho, których budowa jego zdaniem dowodzi istnienia przedstawiciela grupy przystosowanego do brodzenia lub biegania, jak również taksonu pływającego (później nazwanych, odpowiednio: Lectavis bretincola i Yungavolucris brevipedalis).
Różnice w kształcie pyska oraz liczbie, rozmieszczeniu i kształcie zębów przedstawicieli grupy mogą być dowodem ich przystosowania do pobierania różnych rodzajów pokarmu. U żadnego znanego przedstawiciela Enantiornithes nie potwierdzono występowania wola, żołądka mięśniowego ani zdolności do przesuwania pokarmu w przewodzie pokarmowym w innym kierunku niż od przełyku ku kloace. Wraz z holotypem Eoalulavis hoyasi zachowała się skamieniała zawartość przewodu pokarmowego, tj. fragmenty szkieletów zewnętrznych skorupiaków. Holotyp Piscivorenantiornis inusitatus zachował się wraz ze zbiorowiskiem rybich kości, interpretowanym przez autorów jego opisu jako wypluwka tego ptaka; jednak w ocenie O’Connor (2019) bardziej prawdopodobne jest, że rzekoma wypluwka to koprolit drapieżnej ryby lub niewielkiego gada. Wraz z holotypem Enantiophoenix electrophyla i jednym z okazów z gatunku Bohaiornis guoi odkryto obiekty, które mogły zostać połknięte przez ptaki za życia: w wypadku holotypu E. electrophyla – kawałki bursztynu, a w wypadku okazu B. guoi – obiekty pierwotnie zinterpretowane jako kamienie; jednak w ocenie O’Connor (2019) rzekome kamienie znalezione wraz z okazem B. guoi strukturą i barwą przypominają kość, a w wypadku E. electrophyla nie można potwierdzić, czy znalezione wraz z holotypem kawałki bursztynu istotnie stanowią zawartość przewodu pokarmowego tego okazu. Przedstawiciele Enantiornithes byli z kolei zjadani przez inne zwierzęta; szczątki przedstawicieli grupy znaleziono w przewodach pokarmowych ichtiozaura z gatunku Platypterygius longmani oraz teropoda z gatunku Microraptor gui.
Tanaka i współpracownicy (2017) opisali skamieniałą siatkówkę przedstawiciela Enantiornithes odkrytego w osadach dolnokredowej formacji Jiufotang w Chinach, z zachowanymi kulkami tłuszczowymi, czopkami, pręcikami i warstwą barwnikową. Porównanie budowy siatkówki badanego przedstawiciela Enantiornithes i wróbla, w tym w szczególności występowanie u obu ptaków kulek tłuszczowych o różnych rozmiarach, doprowadziło autorów do wniosku, że badany przedstawiciel Enantiornithes prawdopodobnie rozróżniał kolory i prowadził dzienny tryb życia.
Znane są skamieniałe jaja, embriony i pisklęta przedstawicieli Enantiornithes. Znaleziska w Rumunii i Argentynie dowodzą, że przynajmniej niektórzy przedstawiciele grupy zakładali kolonie lęgowe. Budowa i położenie znanych jaj przedstawicieli Enantiornithes wskazuje, że przynajmniej niektórzy przedstawiciele grupy gniazdowali na ziemi. Położenie jaj z kolonii lęgowej w Argentynie wskazuje, że jaja były zakopywane w podłożu w pozycji pionowej, ostrym końcem ku dołowi, i nie mogły być w toku inkubacji przewracane przez rodziców. Odmienna budowa miednicy (u większości przedstawicieli Enantiornithes, inaczej niż u współczesnych ptaków, kości łonowe stykały się końcami dalszymi), ograniczająca rozmiary, które mogły osiągać jaja składane przez ptaki należące do Enantiornithes, sugeruje, że jaja przedstawicieli Enantiornithes były w stosunku do masy dorosłych osobników mniejsze niż jaja przeciętnych współczesnych ptaków; u przedstawicieli Enantiornithes wysiadywanie jaj przez osobniki dorosłe bez uszkodzenia jaj byłoby prawdopodobnie co najmniej utrudnione.
Stopień rozwoju kości znanych embrionów i piskląt przedstawicieli grupy, a także piór u piskląt i przynajmniej jednego embrionu, sugeruje że ptaki te były zagniazdownikami i wcześnie osiągały zdolność lotu. Upierzenie opisanego w 2017 roku pisklęcia zachowanego w bursztynie z Mjanmy wykazuje niespotykaną u żadnego współczesnego ptaka mieszankę cech występujących u zagniazdowników i gniazdowników; pióra bardziej przypominające pióra konturowe dorosłych ptaków niż puch piskląt współwystępowały u tego okazu z tworami przypominającymi protopióra występujące u niektórych nieptasich dinozaurów. Szkielet bardzo młodego (padłego niedługo po narodzinach) pisklęcia odkryty w osadach dolnokredowej formacji La Huérguina w Hiszpanii został pierwotnie opisany przez Knolla i współpracowników (2018) jako zachowany bez piór, co autorzy opisu interpretowali jako możliwy dowód na to, że zwierzę w chwili śmierci było co najmniej częściowo nieopierzone; późniejsze badanie wskazuje jednak, że okaz był w pełni opierzony. Obecność w kościach przedstawicieli Enantiornithes linii zatrzymanego wzrostu dowodzi występowania u tych ptaków, inaczej niż u zdecydowanej większości ptaków współczesnych, okresów szybszego i wolniejszego wzrostu, przy czym tempo wzrostu prawdopodobnie zwalniało po osiągnięciu przez pisklęta zdolności lotu. Inaczej niż współczesne ptaki, a podobnie jak krokodyle i nieptasie dinozaury, przedstawiciele Enantiornithes prawdopodobnie osiągali dojrzałość płciową przed zakończeniem rozwoju szkieletu.